# Réveillon (Marne)
Réveillon ist eine französische Gemeinde mit 105 Einwohnern (Stand: 1. Januar 2022) im Département Marne in der Region Grand Est (vor 2016 Champagne-Ardenne). Sie gehört zum Arrondissement Épernay und zum Kanton Sézanne-Brie et Champagne.

## Geografie
Réveillon liegt etwa 80 Kilometer ostsüdöstlich des Pariser Stadtzentrums. Umgeben wird Réveillon von den Nachbargemeinden Villeneuve-la-Lionne im Norden, Joiselle im Osten und Nordosten, Neuvy im Osten und Südosten sowie Saint-Martin-du-Boschet im Süden und Westen.

## Bevölkerungsentwicklung
| Jahr                       | 1962 | 1968 | 1975 | 1982 | 1990 | 1999 | 2006 | 2011 | 2018 |
| -------------------------- | ---- | ---- | ---- | ---- | ---- | ---- | ---- | ---- | ---- |
| Einwohner                  | 113  | 109  | 91   | 77   | 103  | 106  | 132  | 106  | 108  |
| Quellen: Cassini und INSEE |      |      |      |      |      |      |      |      |      |

## Sehenswürdigkeiten

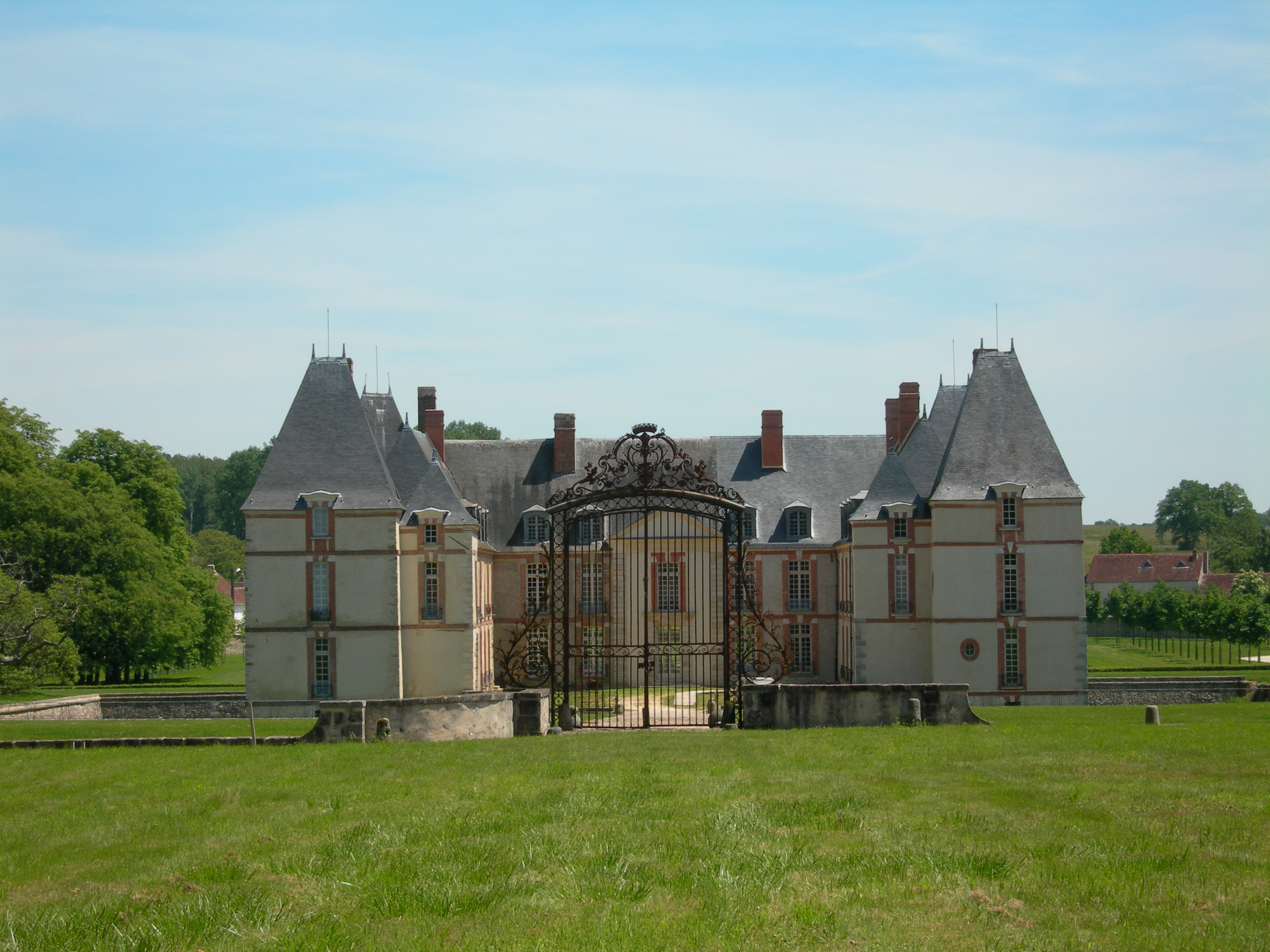
Schloss Réveillon

- Kirche Saint-Fiacre aus dem 15. Jahrhundert
- Schloss Réveillon, 1607 bis 1617 erbaut

## Persönlichkeiten
- Jan van Vlijmen (1935–2004), Komponist, hier gestorben